# 1995 год в науке
В 1995 году были различные научные и технологические события, некоторые из которых представлены ниже.

## События
- 24 августа — выпуск в свет операционной системы Windows 95.
- 3 октября — на рунет открылась первая студия веб-дизайна. Основатель Артемий Лебедев.

## Достижения человечества
- Был опубликован завершающий вариант доказательства Эндрю Уайлзом Великой теоремы Ферма[1].
- Зонд «Галилео» достиг Юпитера.

### Открытия
- Обнаружен ген RELN (рилин), мутация которого вызывает описанный ранее reeler-фенотип у мыши (построение коры мозга «шиворот-навыворот»)
- 2 марта 1995 года на коллайдере Тэватрон открыт t-кварк[2].

### Изобретения
- Сентябрь — впервые анонсирован DVD, разрабатывался компаниями Philips и Sony.

### Новые виды животных
- Животные, описанные в 1995 году

## Награды
- Нобелевская премия
  - Физика — Мартин Перл — «За открытие тау-лептона», Фредерик Рейнс — «За экспериментальное обнаружение нейтрино».
  - Химия — Крутцен, Пауль, Молина, Марио, Роуланд, Шервуд — «За работу по атмосферной химии, особенно в части процессов образования и разрушения озонового слоя».
  - Физиология и медицина — Льюис, Эдвард, Нюсляйн-Фольхард, Кристиана, Вишаус, Эрик — «За открытия, касающиеся генетического контроля на ранней стадии эмбрионального развития».

- Премия Бальцана
  - Исследования новых неорганических материалов: Алан Хигер (США).
  - История экономики: Карло Чиполла (Италия).
  - История искусства и художественная критика: Ив Бонфуа (Франция).

- Премия Тьюринга
  - Мануэль Блюм — «В дань его работам по основаниям теории сложности вычислений и её применению к криптографии и верификации программ».

- Большая золотая медаль имени М. В. Ломоносова
  - Анатоль Абрагам (профессор, Франция) — за выдающиеся достижения в области физики конденсированного состояния и ядерно-физических методов исследования.
  - Виталий Лазаревич Гинзбург — за выдающиеся достижения в области теоретической физики и астрофизики.

Другие награды РАН
- Литературоведение:
  - Премия имени А. С. Пушкина — Виктор Петрович Григорьев — доктор филологических наук, заведующий сектором структурной лингвистики и лингвистической поэтики Института русского языка АН СССР — за цикл работ «Теория и история поэтического языка»[3].
- Международная премия по биологии
  - Иэн Гиббонс — клеточная биология.

## Скончались
- 30 января — Даррелл, Джеральд, английский учёный-зоолог, писатель-анималист.
- 2 апреля — Альвен, Ханнес, шведский физик, специалист по физике плазмы, лауреат Нобелевской премии по физике в 1970 году за работы в области теории магнитогидродинамики.
- 11 августа — Алонзо Чёрч, американский математик и логик, создатель Лямбда-исчисления.
- 21 августа — Субраманьян Чандрасекар, американский астрофизик, лауреат Нобелевской премии по физике (1983).
- 29 ноября — Юнусов, Сабир Юнусович, видный советский учёный, специалист в области химии алкалоидов.
- 18 декабря — Конрад Цузе (Konrad Zuse), немецкий инженер, создатель первого программируемого компьютера Z3 и первого языка программирования высокого уровня Планкалкюль.